# خطر مضاعف (فیلم)
خطر مضاعف (به انگلیسی: Double Jeopardy) یک فیلم در ژانر هیجان انگیز است که در سال ۱۹۹۲ به کارگردانی لورنس شیلر و ستاره‌هایی مانند توسط راشل وارد و آرون اکهارت ساخته شد.

## طرح
جک هارت با همسر وکیل و دختر جوان خود یک زندگی فوق‌العاده دارد. دوست دختر قدیمی جم (لیزا) به شهر آن‌ها می‌آید و آنها خاطرات قدیمی خود را زنده می‌کنند. لیزا دوست پسر فعلی خود را برای دفاع از خود می‌کشد و جک شاهد همه چیز است. همسر جک به عنوان وکیل لیزا به دادگاه می‌رود و …

## بازیگران
- راشل وارد به عنوان لیزا بورنز دانلی
- بروس باکسلیتنر به عنوان جک هارت
- سلا وارد به عنوان کارن هارت
- سالی کرکلند به عنوان کارآگاه فیلیس کامدن
- جی پترسون به عنوان دستیار دادستان منطقه
- داف دنیس به عنوان شلی کنوی
- تام اورت به عنوان فرانک جیمسون
- آرون اکهارت به عنوان دی واین